# Еберхард VII фон Кирхберг
Еберхард VII фон Кирхберг (на немски: Eberhard VII von Kirchberg; † 4 юли 1472) е граф на Кирхберг.

## Произход
Той е син на граф Еберхард VI фон Кирхберг († 1440) и съпругата му графиня Агнес фон Верденберг-Хайлигенберг-Блуденц († 1436), вдовица на Хайнрих VI фон Ротенбург († 1411), дъщеря на граф Албрехт III фон Верденберг-Хайлигенберг-Блуденц († 1420) и Урсула фон Шаунберг († 1412). Брат му граф Конрад VIII фон Кирхберг († 1470) е женен от 1436 г. за графиня Анна фон Фюрстенберг-Баар († 1481). Сестра му Агнес фон Кирхберг († 1472) е омъжена пр. 1436 г. за Улрих IX фон Мач († 1480/1481), който става граф на Кирхберг.
Еберхард VII умира на 4 юли 1472 г. и е погребан във Виблинген, днес част от Улм.

## Фамилия
Еберхард VII се жени за графиня Кунигунда фон Вертхайм († 1481), дъщеря на граф Георг I фон Вертхайм и Анна фон Йотинген-Валерщайн. Те имат децата:
- Филип фон Кирхберг († 1510), последният граф на Кирхберг, женен за Елизабет фон Шаунберг († ок. 1491)
- Зигмунд
- Йорг
- Лудвиг
- Ханс Еберхард († 14??, Страсбург)
- Еуфемия
- Агнес
- Елеонора († 11 декември 1517), (вер. дъщеря на син му Филип), омъжена сл. 1476 г. за граф Еберхард III фон Марк-Аренберг († 19 юни 1496)[3]